# Gordiano ed Epimaco
Gordiano ed Epimaco sono due martiri cristiani sepolti e venerati, almeno dal V secolo, in una chiesa della via Latina a Roma.
Essi probabilmente non ebbero nulla in comune durante la vita, ma furono accomunati nel culto a causa della vicinanza delle loro sepolture e dalla circostanza dello stesso dies natalis (10 maggio).

## Passio

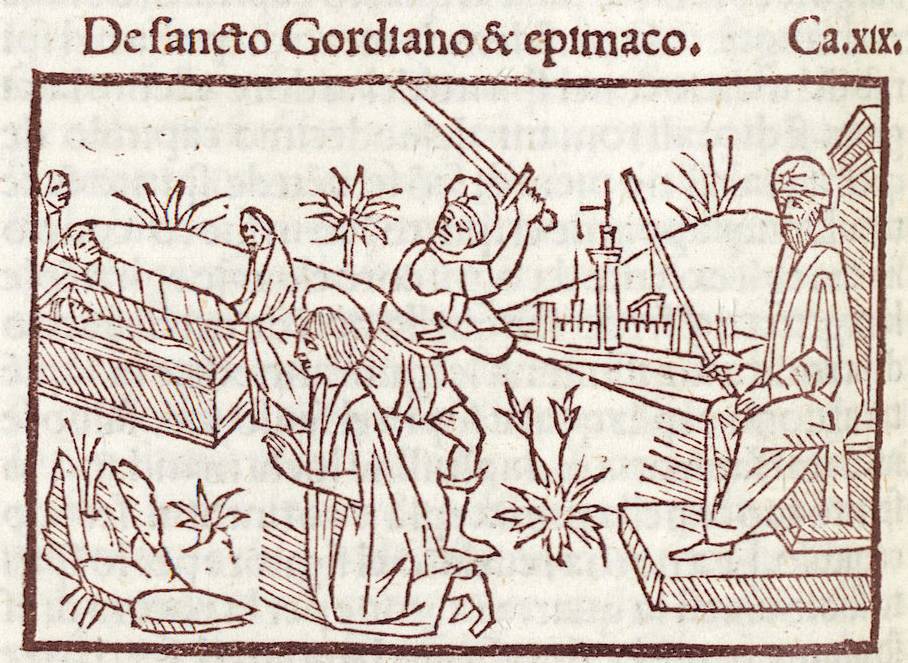
Gordiano ed Epimaco nella Legenda Aurea (1497)

Secondo una passio ampiamente leggendaria, Gordiano era vicario dell'imperatore Giuliano l'Apostata ed era un persecutore dei cristiani: fu convertito dal presbitero Gennaro, che gli era stato ordinato di interrogare, e fu battezzato insieme alla moglie Marina e a 53 suoi familiari. Venuto a conoscenza dell'episodio, Giuliano fece imprigionare Gordiano e lo fece decapitare: il suo corpo rimase insepolto per cinque giorni, fino a quando un servo riuscì a seppellirlo in un sepolcro al primo miglio della via Latina, accanto al corpo di Epimaco.
La passio non fornisce altre notizie di Epimaco, che ancora Cesare Baronio identificava con il martire di Alessandria che patì sotto Decio e di cui tramanda la memoria Eusebio di Cesarea.
Una notizia tarda e poco attendibile afferma che i corpi dei santi Gordiano ed Epimaco furono traslati a Kempten nell'VIII secolo.